# Катастрофа Fokker 100 в Скопье
Катастрофа Fokker 100 в Скопье — крупная авиационная катастрофа, произошедшая в пятницу  5 марта 1993 года. Авиалайнер Fokker 100 авиакомпании Palair Macedonian Airlines выполнял плановый рейс PMK301 по маршруту Скопье—Цюрих, но через 25 секунд после взлёта опрокинулся и рухнул на землю недалеко от взлётной полосы аэропорта Скопье. Из находившихся на его борту 97 человек (92 пассажира и 5 членов экипажа) выжили 14.
Катастрофа рейса 301 стала второй крупнейшей авиакатастрофой в истории самолёта Fokker 100 (первая — катастрофа в Сан-Паулу, 99 погибших). Также она стала крупнейшей авиакатастрофой в истории Северной Македонии, пока через 8 месяцев её не превзошла катастрофа Як-42 под Охридом (116 погибших).

## Самолёт
Fokker 100 (регистрационный номер PH-KXL, серийный 11393) был выпущен в 1992 году (первый полёт совершил 23 апреля). 27 января 1993 года был куплен авиакомпанией Palair Macedonian Airlines. Оснащён двумя двухконтурными турбореактивными двигателями Rolls-Royce Tay 620-15. На день катастрофы совершил 136 циклов «взлёт-посадка» и налетал 188 часов.

## Экипаж
Состав экипажа рейса PMK301 был таким:
- Командир воздушного судна (КВС) — 49-летний Петер Бирдрагер (нидерл. Peter Bierdrager), голландец. Очень опытный пилот, управлял самолётами Piper PA-31, Cessna 500, Fokker F27, Fokker F28 и Fokker 50. Налетал свыше 11 200 часов, свыше 1180 из них на Fokker 100.
- Второй пилот — 34 года, македонец. Опытный пилот, проработал в авиакомпании Palair Macedonian Airlines 4 месяца (с 16 октября 1992 года). Работал в авиакомпании JAT, в ней управлял самолётами McDonnell Douglas DC-9 (вторым пилотом), Boeing 727 (вторым пилотом) и Boeing 737-300 (сначала вторым пилотом, затем КВС). Налетал свыше 5580 часов, 65 из них на Fokker 100.

В салоне самолёта работали трое бортпроводников.

## Расследование
Расследование причин катастрофы рейса PMK301 проводил Совет по безопасности Нидерландов (DSB).

### Выводы
Окончательный отчёт расследования DSB был опубликован в январе 1996 года.